# Denzil
Denzil es un pueblo canadiense situado en la provincia de Saskatchewan.

## Superficie
Denzil tiene una superficie de 0,61 km².

## Demografía
En 2021, tenía 140 habitantes, una densidad poblacional de 229,6 hab./km², y 71 viviendas.